# Psyttalia javana
Psyttalia javana är en stekelart som först beskrevs av Gyöö Viktor Szépligeti 1908.  Psyttalia javana ingår i släktet Psyttalia och familjen bracksteklar. Inga underarter finns listade i Catalogue of Life.